# Dröstorp
Koordinaten: 56° 35′ 29″ N, 16° 33′ 14″ O
Dröstorp war ein Dorf auf der schwedischen Ostseeinsel Öland. Das im nördlichen Teil der kargen Landschaft des Stora Alvaret gelegene Dorf, wurde Ende des 19. Jahrhunderts von seinen Bewohnern wegen der ungünstigen Lebensverhältnisse aufgegeben.

## Lage
Die Wüstung Dröstorp ist über zwei alte durch das Alvar führende Wege von Ekelunda und Skarpa Alby aus zu erreichen. An das ehemalige Dorf erinnern noch einige Ruinen von Viehställen sowie ein alter Zugbrunnen. Nördlich der Dorfstelle befindet sich der Runenstein Björnflisan.

## Geschichte
Schon in vorgeschichtlicher Zeit war der Bereich besiedelt. Neben dem Runenstein weisen auch Hünengräber und Spuren alter Wege auf eine Nutzung durch den Menschen hin. Die Gründung Dröstorps erfolgte Mitte des 18. Jahrhunderts. Das Anwachsen der Bevölkerungszahl erhöhte den Druck auch ungünstige Bereiche landwirtschaftlich zu nutzen. Das südlich des Ortes befindliche Moor Dröstorps mosse wurde zur Ernte von Riedgras genutzt, welches als Winterfutter für die Tiere diente. Alte Hünengräber aus der Eisenzeit fanden als Erdkeller Verwendung. Zum Anfang des 19. Jahrhunderts bestanden dann 4 Bauernhöfe mit insgesamt 30 Einwohnern. Aber auch diese eher geringe Zahl erwies sich als zu viel für die sehr kargen Böden des Alvars. Zum Ende des 19. Jahrhunderts verließen die Bewohner daher nach und nach Dröstorp. Viele wanderten ganz aus Öland bzw. Schweden aus. Letzter Bewohner war der Hilfsarbeiter Carl Fredrik Jonsson aus Mörbylånga der dann jedoch auch den Ort verließ. Bereits kurz vor der Jahrhundertwende zum 20. Jahrhundert war Dörstorp damit nach ungefähr 150 Jahren wüst geworden. Die ehemaligen Wohnhäuser wurden Ende des 19. Jahrhunderts abgebaut und andernorts wieder verwendet.
Heute ist die Ortslage mit Bäumen und Büsche bewachsen. Zur Zeit des Bestehens von Dröstorp war die Landschaft jedoch vollkommen kahl, da sie durch die Beweidung, den Anbau von Pflanzen und das Sammeln von Holz stark beansprucht war.